# Milos Savic (Fußballspieler)
Milos Savic (* 2. Mai 2002) ist ein österreichischer Fußballspieler.

## Karriere
Savic begann seine Karriere beim FC Red Bull Salzburg, bei dem er ab der Saison 2016/17 auch in der Akademie spielte. Zur Saison 2018/19 wechselte er in die Akademie der SV Ried. Im Jänner 2020 schloss er sich dem Salzburger Regionalligisten USK Anif an. Für Anif kam er insgesamt zu 14 Einsätzen in der Regionalliga. Zur Saison 2021/22 wechselte er zum Ligakonkurrenten SV Grödig. In Grödig absolvierte er 26 Partien, in denen er zehn Tore erzielte.
Zur Saison 2022/23 wechselte Savic nach Slowenien zum Erstligisten NK Tabor Sežana. Sein Debüt in der 1. SNL gab er am ersten Spieltag jener Saison gegen den FC Koper. Nach fünf Einsätzen wurde sein Vertrag im Februar 2023 aufgelöst. Daraufhin wechselte er zurück nach Österreich zum drittklassigen SV Kuchl. Mit Kuchl stieg er zu Saisonende aus der Regionalliga Salzburg ab. Insgesamt absolvierte er für das Team 40 Ligaspiele, in denen er 20 Tore erzielte. 2024 stieg er mit Kuchl in die Regionalliga West auf.
Zur Saison 2024/25 wechselte Savic dann zum Neo-Ligakonkurrenten SV Austria Salzburg. Für Austria Salzburg absolvierte er 26 Regionalligapartien, in denen er 14 Tore erzielte. Mit dem stieg er zu Saisonende in die 2. Liga auf. Nach dem Aufstieg verließ er Salzburg aber nach der Saison 2024/25 wieder.

## Persönliches
Sein Bruder Stefan (* 1994) ist ebenfalls Fußballspieler.